# Come quando fuori piove (programma televisivo 1971)
Come quando fuori piove era un programma televisivo di varietà e giochi trasmesso dall'ottobre del 1971 al marzo del 1972. Andava in onda la domenica pomeriggio sul Programma Nazionale. Gli autori erano Adolfo Perani e Italo Terzoli, la regia era di Beppe Recchia e la direzione musicale di Aldo Buonocore.
Il titolo del programma è mutuato da una frase conosciuta come promemoria sul valore dei semi delle carte francesi: alle quattro lettere iniziali fa infatti riferimento la successione Cuori Quadri Fiori e Picche. Le carte da gioco, insieme alle note musicali, erano infatti una costante dei giochi proposti nelle singole puntate.
La trasmissione era condotta da Raffaele Pisu, affiancato da Vanna Brosio. La parte centrale del programma era costituito da giochi a cui prendevano parte squadre che rappresentavano paesi di  diverse regioni italiane. Ad ogni puntata intervenivano come ospiti cantanti che interpretavano i loro brani di successo.